# Raphaël Tardon
Pour les articles homonymes, voir Tardon.
Raphaël Tardon, de son nom complet Raphaël Louis Thomas Tardon, né le 27 octobre 1911 à Fort-de-France (Martinique), décédé le 16 janvier 1967 à Paris, est un poète et écrivain français,. Il est le frère de la résistante Manon Tardon et aussi le père du scénariste Bruno Tardon.

## Biographie
Raphaël est né le 27 octobre 1911 à Fort-de-France chef-lieu de la Martinique, il est le fils cadet d'une famille de cinq enfants (trois garçons et deux filles), sa mère était Berthe Waddy et son père le planteur et industriel Asthon Tardon, maire de la commune du Prêcheur et conseiller général de la Martinique.
Raphaël vit sa petite enfance dans la propriété familiale à l'Anse Couleuvre, dont la maison créée en 1651, est classée à l'inventaire du patrimoine depuis 2006. Il commence son éducation à Fort-de-France chez les Pères du Saint-Esprit où il obtient son baccalauréat, puis en 1929 sa mère décide d'emmener ses enfants terminer leur enseignement en métropole. Après des études classiques, Raphaël obtient une double licence, en histoire et en droit.
En 1935, il épouse Paulette Jolly (dite Babette) qui fait également son droit pour être avocate, jolie parisienne, intelligente, ambitieuse, volontaire. Ils ont un fils Bruno, né en 1942 qui fit une carrière de scénariste au cinéma et la télévision.
Il est toujours habité par son désir d'écrire, toute sa vie il a dû lutter pour avoir les moyens financiers nécessaires à son foyer et y trouver des répits lui permettant de publier ses livres.
Il travaille au Ministère des Finances de 1937 à 1939 comme inspecteur des contributions. Après la Seconde Guerre mondiale, il commence une carrière dans l'administration coloniale et aussi le journalisme, cela lui permet de visiter plusieurs pays, il est nommé au service de l'information à Madagascar et à Dakar.
Le 31 mars 1955, il écrit à sa famille :
« je repasse un examen au Val de Grâce, si je suis reconnu apte, je demanderai une affectation à Dakar, pour un séjour de 2 ans... Je suis en instance d'être nommé chef de bureau de la France d'Outre-Mer, d'ici deux mois. J'achève en ce moment mon septième bouquin et pense le donner à Grasset... ».
C'est à cette époque qu'il croisera la route de Michel Jobert, qui deviendra par la suite ministre des Affaires étrangères de Georges Pompidou et ministre d'État de François Mitterrand, comme le relate Michel Jobert lui-même dans ses Mémoires d'avenir (éd. Grasset, 1974, p. 110-111). Il cite malicieusement « Oncle Fafa, en le voyant prendre ses fonctions au bureau du haut commissaire de la république en Afrique occidentale française, Raphaël, lui, était déjà en poste là bas ».
Raphaël est rentré à Paris à l'été 1958, après un long congé, il a travaillé à divers postes, passé plusieurs mois en Mauritanie (sous la tente), il commence à se faire connaître à Matignon, il travaillera aussi pour Bernard Cornut-Gentille ministre de la France d'Outre-Mer du Général de Gaulle, puis au cabinet de Jacques Soustelle et de Robert Lecourt ministres chargés du Sahara et des Dom-Tom du même général, il fut le porte valise diplomatique du Général de Gaulle pendant toute cette période.
Après toutes ces années passées au service du ministère des DOM-TOM, il espérait enfin un poste dans sa région natale (la Martinique), mais il fut affecté à la Préfecture de la Guadeloupe en tant que chef de service de l'information du Préfet.
Le 14 mars 1961, il se réjouit et écrit à sa famille :
« Oui, je serai probablement affecté à la Martinique pour deux ou trois ans, mais pas avant avril ou mai ».
Après son séjour aux Antilles, Raphaël regagne la métropole. De l'administration coloniale, il est passé à la coopération, mais son état de santé se dégrade.
En 1964 il devient directeur de cabinet du sous-préfet de Rambouillet. Il décède le 16 janvier 1967, alors qu'il venait d'être promu conseiller technique du Président du Gabon Léon Mba.
Se sachant proche de l'issue fatale, dans un de ses derniers courriers adressé à sa famille, il termine par cette phrase :
"Chaque heure blesse, la dernière tue...".
(traduction de la locution latine "Vulnerant omnes, ultima necat" inscrite habituellement sur les cadrans solaires)
Raphaël repose au cimetière d'Antibes dans les Alpes-Maritimes.

## Principaux ouvrages publiés
- 1946 : Bleu des Isles, Fasquelle - Recueil de contes sur le microcosme martiniquais
- 1947 : Starkenfirst, Fasquelle - Roman, grand prix littéraire des Antilles 1948
- 1948 : La Caldeira, Fasquelle - Réédité en 2002 par Ibis Rouge - Roman, reconstitution du Saint-Pierre d'avant l'éruption de 1902
- 1948 : Le combat de Schœlcher, Fasquelle - Essai historique
- 1950 : Christ aux poing, Fasquelle - Roman sur l'Océanie
- 1951 : Toussaint Louverture, le Napoléon noir, Éditions Bellemand - Essai historique
- 1961 : Noirs et blancs, l'appartheid, Denoël (Paris) - Essai sur l'Afrique du Sud

## Filmographie
- 1998 : Victor Schœlcher, l'abolition, de Paul Vecchiali, téléfilm tiré de son œuvre et adapté par son fils Bruno, avec Jacques Perrin, Ludmila Mikaël, Pierre Santini, François Marthouret, Jean-Claude Drouot, etc[5]...

## Analyse de sa pensée
Ses origines, ses années d'expérience à travers le Monde et ses rencontres des civilisations, ont forgé son esprit et l'ont aidé à comprendre la complexité de l'être humain, c'est ce qui découle de tous ses ouvrages.
- Il n'adhère pas à l'idéologie de la Négritude d'Aimé Césaire, considérant que seule la valeur de l'homme importait, non pas par sa couleur mais par son existence. Sa conviction lui impose par conséquent à ne pas figurer dans la revue Présence africaine. Son œuvre témoigne de cette lutte contre tous les racismes[6].

- Sans délaisser la dignité du Noir, à la différence de ses contemporains préoccupés surtout de démontrer la résistance des esclaves, Tardon y concentre le message pour lui fondamental : avec l'horreur du système, dénoncer l'absurdité de l'idéologie raciste. Il n'est pas de solution de continuité entre les races : Noirs, Blancs, Mulâtres appartiennent bien à la même humanité[4].

- Comme l'a dit Jack Corzani dans son ouvrage en parlant de Raphaël Tardon[7] :

« Il se fit le pourfendeur de tous les racismes : aux Antilles avec Starkenfirst, Le Combat de Schœlcher, La Caldeira et Toussaint Louverture, en Polynésie avec Christ au poing, en Afrique du Sud avec Noirs et Blancs consacré aux problèmes de l'apartheid... Mais pour refuser d'opposer les Noirs aux Blancs et se gausser de tous ceux qui prétendaient assimiler les Antillais aux Africains... »
- Mais, Raphaël, peut-être en raison de sa double appartenance, n'était pas aveuglé par les immémoriaux ressentiments. L'idéologie de la négritude le rend circonspect. Il ne souhaite pas que se crée le phénomène inverse : après l'intégrisme blanc, l'intégrisme noir. Son option c'est la tolérance et la générosité[8].

- Les temps présents et leur cortège convulsif de malheur lui donnent raison. Raphaël, né dans le creuset multi-racial intolérant martiniquais[non neutre], refusait la stratégie de la confrontation par humanisme et réalisme, persuadé que seuls le respect et la compréhension de tous et de chacun donneraient une chance à l'avenir[9].

## Reconnaissance
- En 1967, Raphaël Tardon reçoit à titre posthume, le Prix littéraire des Caraïbes pour l'ensemble de son œuvre[10].

- En 2003, la municipalité du Prêcheur a inauguré sa nouvelle bibliothèque, en lui donnant le nom de Raphaël Tardon, en hommage à celui qui a contribué à faire connaître cette localité du Nord Caraïbe chargée d'histoire.

- En 2007, cette même commune du Prêcheur décide la création du Prix Raphaël Tardon, destiné à récompenser un auteur de littérature jeunesse.
La première édition 2008 a été attribuée à l'ouvrage « Les œufs de Man Firmin » de Nicole Noizet et Javie Munoz, éd. PLB (Gosier)[11].

## Anecdotes
Jean Albany (1917-1984), poète et peintre réunionnais, qui dans un entretien paru dans Le Nouveau Progressiste (1975, La Réunion), repris par RFO en 2006, relate la relation entre Raphaël et Léopold Sédar Senghor quand ils étaient à Paris :
« ... À propos de dignité retrouvée permettez-moi de vous citer une anecdote : un de mes amis antillais, maintenant décédé, le poète Raphaël Tardon était en compagnie de Senghor, alors chargé avec d’autres de rédiger la Constitution Française. Ce jour-là, ils entrent vers midi [à Paris], dans une boucherie pour acheter de la viande et le boucher paternaliste adresse à Senghor la parole en petit nègre : "Toi manger bonne viande ?" - "Oui, répondit Senghor, moi manger bonne viande... pour faire Constitution Française"... ».